# 477

## Починали
- 25 януари – Гейзерик, крал на вандалите